# مارگو لو موئل
مارگو لو موئل (انگلیسی: Margaux Le Mouël؛ زادهٔ ۸ اوت ۲۰۰۱) بازیکن فوتبال اهل فرانسه است.
وی همچنین در تیم‌های ملی فوتبال France women's national under-17 football team, France women's national under-19 football team، و France women's national under-20 football team بازی کرده‌است.